# UFC Fight Night 6
UFC Fight Night: Sanchez vs. Parisyan (também conhecido como UFC Fight Night 6) foi um evento de artes marciais mistas promovido pelo Ultimate Fighting Championship, ocorrido em 17 de agosto de 2006 no Red Rock Spa and Casino, em Las Vegas, nos Estados Unidos. O evento principal da noite foi entre Diego Sanchez o campeão da primeira temporada do The Ultimate Fighter e o ex-desafiante n°1 Karo Parisyan.

## Resultados
Nota 1 A pontuação do terceiro jurado foi a menor pontuação já dada em uma luta de três rounds no UFC.

## Ligações Externas
1. ↑  Nota 1